# Équipe du Panama féminine de football
Cet article traite de l'équipe féminine. Pour l'équipe masculine, voir Équipe du Panama de football.
Maillots
L'équipe du Panama féminine de football est l'équipe nationale qui représente le Panama dans les compétitions majeures de football féminin placée sous l'égide de la Fédération du Panama de football.

## Classement FIFA
| Année               | 2003 | 2004 | 2005 | 2006 | 2007 | 2008 | 2009 | 2010 | 2011 | 2012 | 2013 | 2014 | 2015 | 2016 | 2017 | 2018 | 2019 | 2020 | 2021 | 2022 |
| ------------------- | ---- | ---- | ---- | ---- | ---- | ---- | ---- | ---- | ---- | ---- | ---- | ---- | ---- | ---- | ---- | ---- | ---- | ---- | ---- | ---- |
| Classement mondial  | 63   | 63   | 62   | 65   | 64   | 61   | 92   | 128  | 136  | 131  | 60   | 66   | 141  | 128  | 119  | 54   | 53   | 59   | 58   | 57   |
| Classement Concacaf | 7    | 7    | 7    | 7    | 7    | 7    |      |      |      |      | 7    | 7    |      |      |      |      | 6    | 6    | 6    | 7    |

## Parcours dans les compétitions internationales

### Parcours enCoupe du monde
| Édition | Performance   | J | V | N | D | Bp | Bc |
| ------- | ------------- | - | - | - | - | -- | -- |
| 1991    | Non qualifiée | - | - | - | - | -  | -  |
| 1995    | Non qualifiée | - | - | - | - | -  | -  |
| 1999    | Non qualifiée | - | - | - | - | -  | -  |
| 2003    | Non qualifiée | - | - | - | - | -  | -  |
| 2007    | Non qualifiée | - | - | - | - | -  | -  |
| 2011    | Non qualifiée | - | - | - | - | -  | -  |
| 2015    | Non qualifiée | - | - | - | - | -  | -  |
| 2019    | Non qualifiée | - | - | - | - | -  | -  |
| 2023    | 1er tour      | 3 | 0 | 0 | 3 | 3  | 11 |
| Total   | 1/9           | 3 | 0 | 0 | 3 | 3  | 11 |

### Parcours enChampionnat féminin de la CONCACAF
- 1991 : Non qualifié
- 1993 : Non qualifié
- 1994 : Non qualifié
- 1998 : Non qualifié
- 2000 : Non qualifié
- 2002 : 1er tour
- 2006 : Quarts de finale
- 2010 : Non qualifié
- 2014 : Non qualifié
- 2018 : 4e
- 2022 :  1er tour

### Parcours auxJeux olympiques d'été
- 1996 : Non qualifié
- 2000 : Non qualifié
- 2004 : Non qualifié
- 2008 : Non qualifié
- 2012 : Non qualifié
- 2016 : Non qualifié
- 2020 : Non qualifié
- 2024 : Non qualifié